# Laphria walkeri
Laphria walkeri là một loài ruồi trong họ Asilidae. Laphria walkeri được Enderlein miêu tả năm 1914. Loài này phân bố ở miền Ấn Độ - Mã Lai.